# Argia translata
Argia translata – gatunek ważki z rodziny łątkowatych (Coenagrionidae). Występuje w Ameryce i jest szeroko rozprzestrzeniony – od USA i południa Kanady (południowa część prowincji Ontario) po Argentynę.